# Bitwa pod Dennewitz
Bitwa pod Dennewitz – starcie zbrojne, które miało miejsce 6 września 1813. W bitwie tej Armia Północna, w skład której wchodziły oddziały pruskie, rosyjskie i szwedzkie pod dowództwem Friedricha von Bülowa oraz Bogislava von Tauentziena, pokonała armię francuską i sprzymierzonych z nią Sasów pod dowództwem marszałka Neya. Zwycięstwo to przeszkodziło ostatecznie Napoleonowi w zajęciu stolicy Prus Berlina i było zapowiedzią rychłej bitwy pod Lipskiem.
Do starcia doszło pod Dennewitz, kiedy to marszałek Ney pociągnął ze swoimi siłami z Wittenbergii w kierunku Jüterboga. Tutaj straż przednia Francuzów pod wodzą Henriego Gatiena Bertranda spotkała się z siłami pruskimi pod dowództwem generała Leopolda Wilhelma von Dobschütza. Naprzeciwko 70 000 Prusaków stanęło do walki 40 000 Francuzów i Sasów. W zażartej bitwie, w której na Francuzów uderzyły dodatkowo z kierunku zachodniego siły von Bülowa, zwycięstwo odnieśli Prusacy, którzy stracili w boju 10 000 ludzi. Straty francuskie wyniosły 22 000 ludzi (w tym ok. 14 000 wziętych do niewoli).
Po bitwie generał von Dobschütz okrzyknięty został mianem „bohatera spod Dennewitz”, zaś gen. von Bülow został podniesiony do stanu hrabiowskiego pod nazwiskiem Bülow von Dennewitz.
|  |  |